# 陈胜利
陈胜利（1955年12月—），男，河南郑州人，中国电视剧导演，中国电视艺术家协会理事，原武警总部电视艺术中心主任。